# Leverkusen
Leverkusen é uma cidade da Alemanha localizada na Renânia do Norte-Vestfália. A cidade possui uma população de 161,341 (2005) e uma área de 78.85 km², sendo conhecida por ser a terra natal do time de futebol alemão Bayer 04 Leverkusen e a sede da empresa farmacêutica Bayer.
Leverkusen é uma cidade independente (kreisfreie Stadt) ou distrito urbano (Stadtkreis), ou seja, possui estatuto de distrito (Kreis).